# یوجی ساکودا
یوجی ساکودا (انگلیسی: Yuji Sakuda؛ زادهٔ ۴ دسامبر ۱۹۸۷) بازیکن فوتبال اهل ژاپن است.